# 躲猫猫
躲猫猫（英語：Peekaboo或Peek-a-boo），是一种逗樂婴儿、幼兒的游戏。

## 玩法
躲猫猫的反复遮眼玩法多是西方国家逗樂嬰兒的遊戲，玩法是父母用双手蒙住自己的脸，然后靠近婴儿，将手突然拿开，變出怪面及大叫一聲，從而引起婴儿大笑。不過亦可能嚇到嬰兒而造成反效果。

## 相关
- 在《冰河世纪》中，剑齿虎Diego对猎手的孩子做出以上动作并叫道“小肉球在哪里？在这里！小肉球在哪里？在这里！ (Where's the baby.... there he is. Where's the baby... THERE HE IS!!)”[1]。
- 在《好奇猴乔治》中，猴子George和戴黄帽子男人Ted在丛林中不期而遇时，Ted和猴子玩起躲猫猫。此后猴子George穿越非洲追随Ted玩躲猫猫。[2]
- NHK教育频道的婴幼儿节目《躲猫猫！》以此命名。

## 相关链接
1. ↑  http://www.imdb.com/title/tt0268380/quotes （页面存档备份，存于） 冰河世纪台词
2. ↑  台词：Ted, The Man with the Yellow Hat: It is the same hat! And the same monkey! You followed me all the way from Africa? To Play peekaboo?